# Eleição parlamentar na Albânia em 2001
A eleição parlamentar albanesa de 2001 foi realizada em 24 de junho e consistiu no 5º pleito eleitoral realizado no país desde sua redemocratização em 1991.

## Resultados eleitorais
| Partido                           | Partido                                   | Votos     | %     | Cadeiras | +/–  |
| --------------------------------- | ----------------------------------------- | --------- | ----- | -------- | ---- |
|                                   | Partido Socialista da Albânia             | 555 272   | 42.27 | 73       | 28   |
|                                   | Partido Democrático da Albânia            | 494 272   | 37.63 | 46       | 22   |
|                                   | Novo Partido Democrático (Albânia)        | 68 191    | 5.19  | 6        | Novo |
|                                   | Partido Social-Democrata da Albânia       | 48 911    | 3.72  | 4        | 5    |
|                                   | Partido da Unidade pelos Direitos Humanos | 34 897    | 2.66  | 3        | 1    |
|                                   | Partido da Aliança Democrática            | 34 262    | 2.61  | 3        | Novo |
|                                   | Partido Ambientalista Agrário             | 34 247    | 2.61  | 3        | Novo |
|                                   | Partido Democrata Cristão da Albânia      | 12 226    | 0.93  | 2        | 2    |
|                                   | Independentes                             | 31 214    | 2.38  | 2        | 9    |
| Total de votos válidos            | Total de votos válidos                    | 1 290 677 | 96.32 | –        | –    |
| Votos inválidos (brancos e nulos) | Votos inválidos (brancos e nulos)         | 49 310    | 3.68  | –        | –    |
| Total de votos registrados        | Total de votos registrados                | 1 339 987 | 100   | –        | –    |
| Eleitorado apto a votar           | Eleitorado apto a votar                   | 2 499 238 | 53.62 | –        | –    |

## Repercussão e análise
O PSSh venceu o pleito pela segunda vez consecutiva ao obter 42,27% dos votos válidos, o que permitiu-lhe reafirmar a maioria absoluta conquistada em 1997, bem como a permanência de Ilir Meta no cargo de primeiro-ministro, embora o partido tenha sofrido uma diminuição substancial de sua bancada parlamentar de 101 para 73 deputados.
Por sua vez, o PDSh conseguiu recuperar parte do eleitorado perdido em 1997 e obteve 37,63% dos votos, elegendo 46 deputados, um aumento de 21 assentos em sua bancada parlamentar em relação à 4 anos atrás. Ainda assim, o líder do partido e ex-Lista de presidentes da Albânia|presidente Sali Berisha contestou os resultados das urnas, classificou a eleição como fraudulenta e anunciou um boicote ao funcionamento do Parlamento da Albânia. Tal boicote durou 6 meses e terminou após a renúncia de Ilir Meta ao cargo de primeiro-ministro, sendo sucedido por Fatos Nano, que governou até o final da legislatura em 2005.